# Grury
Grury és un municipi francès, situat al departament de Saona i Loira i a la regió de Borgonya - Franc Comtat. L'any 2007 tenia 558 habitants.

## Demografia

### Població
El 2007 la població de fet de Grury era de 558 persones. Hi havia 257 famílies, de les quals 82 eren unipersonals (43 homes vivint sols i 39 dones vivint soles), 101 parelles sense fills, 66 parelles amb fills i 8 famílies monoparentals amb fills.
La població ha evolucionat segons el següent gràfic:
Habitants censats

### Habitatges
El 2007 hi havia 360 habitatges, 258 eren l'habitatge principal de la família, 49 eren segones residències i 54 estaven desocupats. 307 eren cases i 53 eren apartaments. Dels 258 habitatges principals, 185 estaven ocupats pels seus propietaris, 71 estaven llogats i ocupats pels llogaters i 3 estaven cedits a títol gratuït; 3 tenien una cambra, 9 en tenien dues, 36 en tenien tres, 94 en tenien quatre i 117 en tenien cinc o més. 204 habitatges disposaven pel capbaix d'una plaça de pàrquing. A 126 habitatges hi havia un automòbil i a 103 n'hi havia dos o més.

### Piràmide de població
La piràmide de població per edats i sexe el 2009 era:
| Homes | Edats   | Dones |
| ----- | ------- | ----- |
| 0     | 95 o +  | 0     |
| 8     | 90 a 94 | 0     |
| 4     | 85 a 89 | 8     |
| 4     | 80 a 84 | 0     |
| 32    | 75 a 79 | 28    |
| 24    | 70 a 74 | 32    |
| 12    | 65 a 69 | 16    |
| 20    | 60 a 64 | 36    |
| 20    | 55 a 59 | 12    |
| 20    | 50 a 54 | 24    |
| 20    | 45 a 49 | 24    |
| 36    | 40 a 44 | 16    |
| 32    | 35 a 39 | 32    |
| 12    | 30 a 34 | 20    |
| 12    | 25 a 29 | 12    |
| 16    | 20 a 24 | 4     |
| 28    | 15 a 19 | 32    |
| 20    | 10 a 14 | 24    |
| 28    | 5 a 9   | 16    |
| 4     | 0 a 4   | 4     |

## Economia
El 2007 la població en edat de treballar era de 326 persones, 224 eren actives i 102 eren inactives. De les 224 persones actives 209 estaven ocupades (129 homes i 80 dones) i 16 estaven aturades (8 homes i 8 dones). De les 102 persones inactives 34 estaven jubilades, 15 estaven estudiant i 53 estaven classificades com a «altres inactius».

### Ingressos
El 2009 a Grury hi havia 250 unitats fiscals que integraven 545,5 persones, la mediana anual d'ingressos fiscals per persona era de 14.091 €.

### Activitats econòmiques
Dels 25 establiments que hi havia el 2007, 1 era d'una empresa alimentària, 3 d'empreses de fabricació d'altres productes industrials, 4 d'empreses de construcció, 5 d'empreses de comerç i reparació d'automòbils, 1 d'una empresa de transport, 3 d'empreses d'hostatgeria i restauració, 1 d'una empresa financera, 1 d'una empresa immobiliària, 1 d'una empresa de serveis, 3 d'entitats de l'administració pública i 2 d'empreses classificades com a «altres activitats de serveis».
Dels 10 establiments de servei als particulars que hi havia el 2009, 1 era una oficina de correu, 1 una oficina bancària, 3 tallers de reparació d'automòbils i de material agrícola, 2 paletes, 1 lampisteria, 1 perruqueria i 1 restaurant.
Dels 2 establiments comercials que hi havia el 2009, 1 era una botiga de més de 120 m² i 1 una botiga de menys de 120 m².
L'any 2000 a Grury hi havia 41 explotacions agrícoles que ocupaven un total de 3.910 hectàrees.

## Equipaments sanitaris i escolars
L'únic equipament sanitari que hi havia el 2009 era una ambulància.
El 2009 hi havia una escola elemental integrada dins d'un grup escolar amb les comunes properes formant una escola dispersa.

## Poblacions més properes
El següent diagrama mostra les poblacions més properes.